# World Touring Car Cup
De World Touring Car Cup (WTCR), tussen 2005 en 2017 het World Touring Car Championship (WTCC), is samen met de DTM de koningsklasse in het tourwagen racen.
Het WTCC kampioenschap werd voor het eerst gehouden in 1987 als concurrent voor het European Touring Car Championship (ETCC). De races werden gehouden in Bathurst en op de Fuji Speedway. Het kampioenschap werd gewonnen door de Italiaan Roberto Ravaglia in een BMW M3. Door de hoge kosten werd het geen succes en bleef het bij dit ene seizoen.
In 2001 stopte de FIA met het ondersteunen van het ETCC. Er moest een vervanger komen. De vervanger werd gevonden in de vorm van het WTCC en het eerste seizoen vond plaats in 2005. Dit is het derde grote race-evenement georganiseerd door de FIA naast de Formule 1 en het WRC.
In het kampioenschap rijden auto's volgens de Groupe N regels, in de S2000 specificatie. Vanaf het seizoen 2014 zijn hier een aantal toevoegingen op. Het minimumgewicht van de auto's bedraagt 1100 kg, en het maximale vermogen van de motor is vastgesteld op 380 pk. De wielgrootte is voor alle teams gelijkgesteld op 18", met voor iedereen MacPherson strut-suspensie. Toegelaten auto's mogen maximaal 1950 mm breed zijn, en er mag een voorsplitter van maximaal 100 mm worden toegepast. Hiernaast mogen alle teams gebruikmaken van een enkellaags achterspoiler die niet hoger mag zijn dan het dak van de auto.
Op 6 december 2017 werd bekend dat het WTCC vanaf 2018 wordt gehouden onder de TCR-reglementen. Hiermee verliest het zijn wereldkampioenschapsstatus en gaat het verder onder de naam "World Touring Car Cup". Zowel het World Touring Car Championship als de TCR International Series, dat als eerste de TCR-reglementen gebruikte, worden niet meer gehouden.
In 2022 werd aangekondigd dat de World Touring Car Cup in de toenmalige vorm zou ophouden te bestaan. De klasse wordt vanaf 2023 vervangen door de TCR World Tour.

## Nederlanders
Sinds het begin van het kampioenschap in 2005 doet Tom Coronel mee met als hoogtepunt zijn eerste overwinning in 2008 op het Japanse circuit Okyama. In 2011 volgde een tweede overwinning. In 2006 werd hij kampioen bij de privateers (independents). Dit betekende echter dat zijn resultaten in 2007 en 2008 niet meer voor deze klasse meetelden. Vanwege andere regelgeving deed Tom in 2009 wel weer mee voor dit kampioenschap, dat speciaal is opgericht voor coureurs die niet (financieel) door een autofabrikant worden ondersteund. Prompt werd hij in 2009 wederom kampioen bij de independents. Sinds 2010 is Tom door de FIA gekwalificeerd als dermate ervaren en succesvol dat hij niet meer kan rijden voor het Independents kampioenschap, ondanks dat hij niet in een 'fabrieksteam' rijdt.
Duncan Huisman heeft in verschillende seizoenen als gastrijder van BMW meegedaan. In 2005 haalde hij op Macau in zijn 2e race zijn eerste, en tot nog toe enige, overwinning in deze klasse. Ook in 2006, 2007 en 2008 nam Duncan deel aan enkele races.
Olivier Tielemans reed als privateer met een Alfa Romeo mee in seizoen 2007, en enkele races in 2008 met een BMW.
Jaap van Lagen stapte tijdens het seizoen 2008 in bij Russian Bears Motorsport die met een Lada aan de start verschijnen. In 2009 promoveerde hij naar het Lada fabrieksteam. Na enkele jaren actief te zijn geweest in andere autosportklassen keerde hij in mei 2015 terug naar het WTCC in het fabrieksteam van Lada, als vervanger van de Brit James Thompson.
Nick Catsburg rijdt sinds het seizoen 2015 voor het fabrieksteam van Lada. In juni 2016 won hij zijn eerste race op de Moscow Raceway in Rusland.
Tim Coronel verdiende een gastrace in 2009 op het circuit van Brno, als gevolg van zijn prestaties in de Seat Leon Eurocup. In 2010 mocht Tim wederom mee doen, ditmaal om een rijder bij het BMW privateer team Engstler te vervangen.

## Belgen
Er hebben drie Belgen meegedaan aan het WTCC sinds zijn oprichting: Pierre-Yves Corthals diende van 2006 tot en met 2008 en kwam terug in 2010 voor de Belgische race. Ook Vincent Radermecker deed mee in 2006 tijdens de races in Tsjechië en Spanje om vervolgens in 2010 nog terug te keren voor de race in Spa. In 2012 komt Andrea Barlesi uit voor het Sunred team met nummer 40 in een Seat León.

## Kampioenen

### World Touring Car Championship
| Jaar | Kampioenschap     | Kampioenschap          | Kampioenschap        | Kampioenschap | Kampioenschap     | Kampioenschap         | Kampioenschap               |
|      | Rijder            | Auto                   | Team                 | Constructeurs | Independents      | Auto                  | Team                        |
| ---- | ----------------- | ---------------------- | -------------------- | ------------- | ----------------- | --------------------- | --------------------------- |
| 1987 | Roberto Ravaglia  | BMW M3                 | Schnitzer Motorsport |               |                   |                       |                             |
| 2005 | Andy Priaulx      | BMW 320i               | BMW Team UK          | BMW           | Marc Hennerici    | BMW 320i              | Proteam Motorsport          |
| 2006 | Andy Priaulx      | BMW 320si              | BMW Team UK          | BMW           | Tom Coronel       | Seat Leon             | GR Asia                     |
| 2007 | Andy Priaulx      | BMW 320si              | BMW Team UK          | BMW           | Stefano D'Aste    | BMW 320si             | Wiechers-Sport              |
| 2008 | Yvan Muller       | Seat Leon TDI          | Seat Sport           | Seat          | Sergio Hernández  | BMW 320si             | Scuderia Proteam Motorsport |
| 2009 | Gabriele Tarquini | Seat Leon TDI          | Seat Sport           | Seat          | Tom Coronel       | Seat Leon             | SunRed                      |
| 2010 | Yvan Muller       | Chevrolet Cruze LT     | Chevrolet            | Chevrolet     | Sergio Hernández  | BMW 320si             | Scuderia Proteam Motorsport |
| 2011 | Yvan Muller       | Chevrolet Cruze LT     | Chevrolet            | Chevrolet     | Kristian Poulsen  | BMW 320 TC            | Liqui Moly Team Engstler    |
| 2012 | Rob Huff          | Chevrolet Cruze 1.6T   | Chevrolet            | Chevrolet     | Norbert Michelisz | BMW 320 TC            | Zengõ Motorsport            |
| 2013 | Yvan Muller       | Chevrolet Cruze 1.6T   | RML                  | Honda         | James Nash        | Chevrolet Cruze 1.6T  | Bamboo Engineering          |
|      | Rijder            | Auto                   | Team                 | Constructeurs | TC2               | Auto                  | Team                        |
| 2014 | José María López  | Citroën C-Elysée WTCC  | Citroën Total WTCC   | Citroën       | Franz Engstler    | BMW 320 TC            | Liqui Moly Team Engstler    |
|      | Rijder            | Auto                   | Team                 | Constructeurs | Independents      | Auto                  | Team                        |
| 2015 | José María López  | Citroën C-Elysée WTCC  | Citroën Total WTCC   | Citroën       | Norbert Michelisz | Honda Civic WTCC      | Zengő Motorsport            |
| 2016 | José María López  | Citroën C-Elysée WTCC  | Citroën Total WTCC   | Citroën       | Mehdi Bennani     | Citroën C-Elysée WTCC | Sébastien Loeb Racing       |
| 2017 | Thed Björk        | Volvo S60 Polestar TC1 | Polestar Cyan Racing | Volvo         | Tom Chilton       | Citroën C-Elysée WTCC | Sébastien Loeb Racing       |

### World Touring Car Cup
| Jaar | Kampioenschap     | Kampioenschap         | Kampioenschap               |
|      | Rijder            | Auto                  | Team                        |
| ---- | ----------------- | --------------------- | --------------------------- |
| 2018 | Gabriele Tarquini | Hyundai i30 N TCR     | BRC Racing Team             |
| 2019 | Norbert Michelisz | Hyundai i30 N TCR     | BRC Hyundai N Squadra Corse |
| 2020 | Yann Ehrlacher    | Lynk & Co 03 TCR      | Cyan Racing Lynk & Co       |
| 2021 | Yann Ehrlacher    | Lynk & Co 03 TCR      | Cyan Racing Lynk & Co       |
| 2022 | Mikel Azcona      | Hyundai Elantra N TCR | BRC Hyundai N Squadra Corse |